# Dekalog III
Dekalog III (Dekalog, trzy) – polski telewizyjny film psychologiczny z 1988 roku w reżyserii Krzysztofa Kieślowskiego, zrealizowany według scenariusza napisanego przezeń wraz z Krzysztofem Piesiewiczem. Jest to nominalnie trzecia część cyklu filmów Dekalog, reinterpretująca trzecie przykazanie Dekalogu: „Pamiętaj, abyś dzień święty święcił”, w realiach warszawskiego Ursynowa lat 80. XX wieku.
W czasie wieczoru wigilijnego taksówkarz Janusz opuszcza rodzinną uroczystość i wraz z dawną kochanką Ewą wędruje pustymi ulicami Warszawy w poszukiwaniu jej zaginionego męża. W pewnym momencie wychodzi na jaw, że wszystko jest misternie zaplanowaną intrygą kobiety. Janusz musi dokonać wyboru między nią a wierną, wyrozumiałą żoną.
Dekalog III zebrał pozytywne recenzje krytyków. 

## Opis fabuły

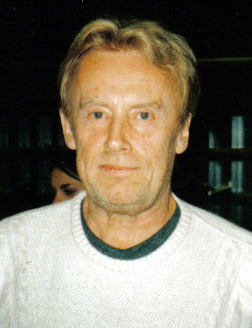
Daniel Olbrychski

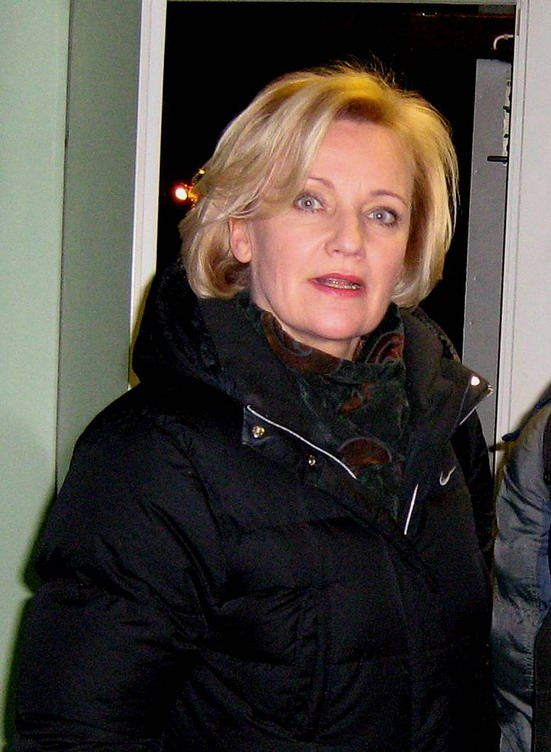
Maria Pakulnis

Jest Wigilia Bożego Narodzenia. Taksówkarz Janusz spędza święta z najbliższą rodziną – dwójką małych dzieci i wyrozumiałą, kochającą go żoną. Po powrocie z pasterki do drzwi dzwoni jego dawna kochanka Ewa (Maria Pakulnis), która podstępem wywabia go z mieszkania. Kobieta twierdzi, że jej mąż Edward zaginął i prosi Janusza o pomoc w poszukiwaniach. Razem wędrują nocą po pustych, zaśnieżonych ulicach Warszawy, omal nie zderzając się przy tym z tramwajem obsługiwanym przez tajemniczego mężczyznę .
W pewnym momencie okazuje się, że wszystko jest misternie wymyśloną i metodycznie przygotowaną intrygą Ewy. Ślady po Edwardzie zostały przez nią spreparowane, a z mężem Ewa rozstała się trzy lata wcześniej i nie utrzymują kontaktów. Kobieta obiecała sobie, że w jakiś sposób skłoni Janusza do zostania z nią do siódmej rano. Rano Ewa odkrywa przed niechętnym jej kierowcą i pomocnikiem, że nieświadomie uratował jej życie. Bojąc się zostać sama w Wigilię, bez jego pomocy popełniłaby samobójstwo .
Janusz wraca do domu. W mieszkaniu wszyscy śpią, oprócz żony, która domyśliła się, że to Ewa była przyczyną jego nieobecności na wieczorze wigilijnym. Janusz obiecuje, że już więcej nie wróci do Ewy .

## Obsada
- Daniel Olbrychski – Janusz
- Maria Pakulnis – Ewa
- Joanna Szczepkowska – żona Janusza
- Artur Barciś – motorniczy tramwaju
- Krzysztof Kumor – lekarz
- Dorota Stalińska – pracownica PKP jeżdżąca na deskorolce
- Włodzimierz Musiał – pracownik izby wytrzeźwień
- Henryk Baranowski – Krzysztof
- Jacek Kałucki – milicjant

## Produkcja
Dekalog III jest nominalnie trzecią częścią cyklu filmów telewizyjnych Dekalog, nakręconych przez Krzysztofa Kieślowskiego według scenariusza napisanego przezeń wraz z adwokatem Krzysztofem Piesiewiczem. Piesiewicz przy tworzeniu scenariusza do Dekalogu III nawiązywał do swoich dziecięcych wspomnień ze Świąt Bożego Narodzenia, spędzanych w gronie kilkudziesięciu osób. Mimo że Piesiewicz nie odczuwał pustki ani samotności w trakcie świąt, zdecydował się napisać scenariusz poświęcony samotności. Inspiracji dostarczyła mu scena, kiedy jechał małym fiatem po Krakowskim Przedmieściu w Warszawie i zobaczył małego chłopca, który w piżamie uciekł ze szpitala dziecięcego przy pałacu Staszica w stronę choinki nieopodal pomnika Mikołaja Kopernika. Właśnie ta scena stanowiła trzon opowiadania zawartego w Dekalogu III, filmie dotykającym problemu wykluczenia i izolacji społecznej. Jak Piesiewicz deklarował: „Boże Narodzenie ze swym nastrojem, klimatem, pozytywną energią pogłębia w ludziach samotnych poczucie samotności i wykluczenia”.
Do głównej roli Janusza Kieślowski zaangażował Daniela Olbrychskiego, któremu w roli Ewy partnerowała Maria Pakulnis. Już na etapie pisania scenariusza Kieślowski i Piesiewicz ustalili, że rola Ewy będzie napisana z myślą o Pakulnis, ponieważ obaj twórcy doceniali jej kreację Joanny Stach w filmie Bez końca. Za zdjęcia do Dekalogu III odpowiadał Piotr Sobociński, który był także współpracownikiem Kieślowskiego przy Dekalogu IX. Telewizyjna premiera Dekalogu III w Polsce odbyła się 15 czerwca 1990. 

## Odbiór
Ksiądz Marek Lis interpretował rolę Ewy jako inny wariant starotestamentowej kusicielki z Księgi Rodzaju, która odgrywa w filmie podobną – destrukcyjną dla Janusza – rolę. Zdaniem Lisa Januszowi udaje się przezwyciężyć pokusę dawnej kochanki, dzięki czemu noc Bożego Narodzenia okazuje się dla głównego bohatera „czasem definitywnego przejścia od Ewy do umocnionej wierności małżeńskiej”. Joseph S. Koterski chwalił reżysera za enigmatyczność historii i zwracał uwagę na niejednoznaczność motywacji bohaterów Dekalogu III, zauważając iż „nawet w dniu o charakterze sakralnym, dniu poświęconym pamięci narodzin Zbawiciela i dniu, który w polskiej scenerii tej opowieści wspierany jest przez ponadczasowe zwyczaje rodzinne i kultowe, bohaterowie tej historii kierują się motywami niemal zbyt niejasnymi, by je dokładnie wytłumaczyć”. Marek Haltof zauważył, że Dekalog III wykazuje podobieństwa do wcześniejszych filmów Kieślowskiego: Przejścia podziemnego oraz Stacji.